# Alexei Romanowitsch Maximtschuk
Alexei Romanowitsch Maximtschuk (russisch Алексей Романович Максимчук; * 18. Juli 1958 in Bălți, Rajon Fălești, Moldauische SSR) ist ein russischer Vizeadmiral. Er war von 2003 bis 2005 Kommandeur des 7. Operativen Geschwaders der Nordflotte.

## Leben
Maximtschuk absolvierte 1975 die Mittelschule und besuchte anschließend die Kaliningrader Seekriegshochschule, die er 1980 mit Auszeichnung abschloss. 1981 nahm er in Nikolajew an der Indienststellung des Flugdeckkreuzers Noworossijsk teil, wurde als Kommandeur einer Gruppe zur Flugabwehrkomplexsteuerung eingesetzt und wechselte nach zwei Jahren mit dem Schiff zur Nordflotte. 1983 ging er im Zuge der Übergabe des Schiffes in den Bestand der Pazifikflotte nach Wladiwostok. Dort übte er die Funktion eines Flugabwehrdivisionskommandeurs aus und wurde 1. Offizier auf dem Kreuzer Noworossijsk. Er besuchte Höhere Offizierslehrgänge der Seekriegsflotte und absolvierte die Seekriegsakademie N. G. Kusnezow. Ab Januar 1995 wurde er Kommandant des Großen Atom-Aufklärungsschiffes Ural der Pazifikflotte. 1997 setzte er seine Karriere in der Nordflotte als stellvertretender Stabschef und Chef des Kommandopunktes des Operativen Geschwaders fort. Er fand als Kommandeur einer Landungsschiffsbrigade der Kola-Flottille gemischter Kräfte und anschließend als Stabschef und 1. Stellvertreter des Kommandeurs des Operativen Geschwaders Verwendung. Im Dezember 2002 wurde Maximtschuk zum Konteradmiral ernannt. Vom 25. Dezember 2003 bis 30. November 2005 war er Kommandeur des 7. Operativen Geschwaders. Seine Beförderung zum Vizeadmiral erfolgte im Februar 2005. Nach Auflösung des Operativen Geschwaders diente er im Flottenkommando der Nordflotte. Im Juli 2007 wurde er in den Ruhestand entlassen. Anschließend arbeitete er im zivilen Bereich als bevollmächtigter Vertreter des Gouverneurs der Oblast Murmansk.
Maximtschuk ist Vater zweier Töchter aus erster Ehe und eines Sohnes aus zweiter Ehe.

## Auszeichnungen
- Orden für Militärische Verdienste
- weitere Medaillen